# 階段昇降機

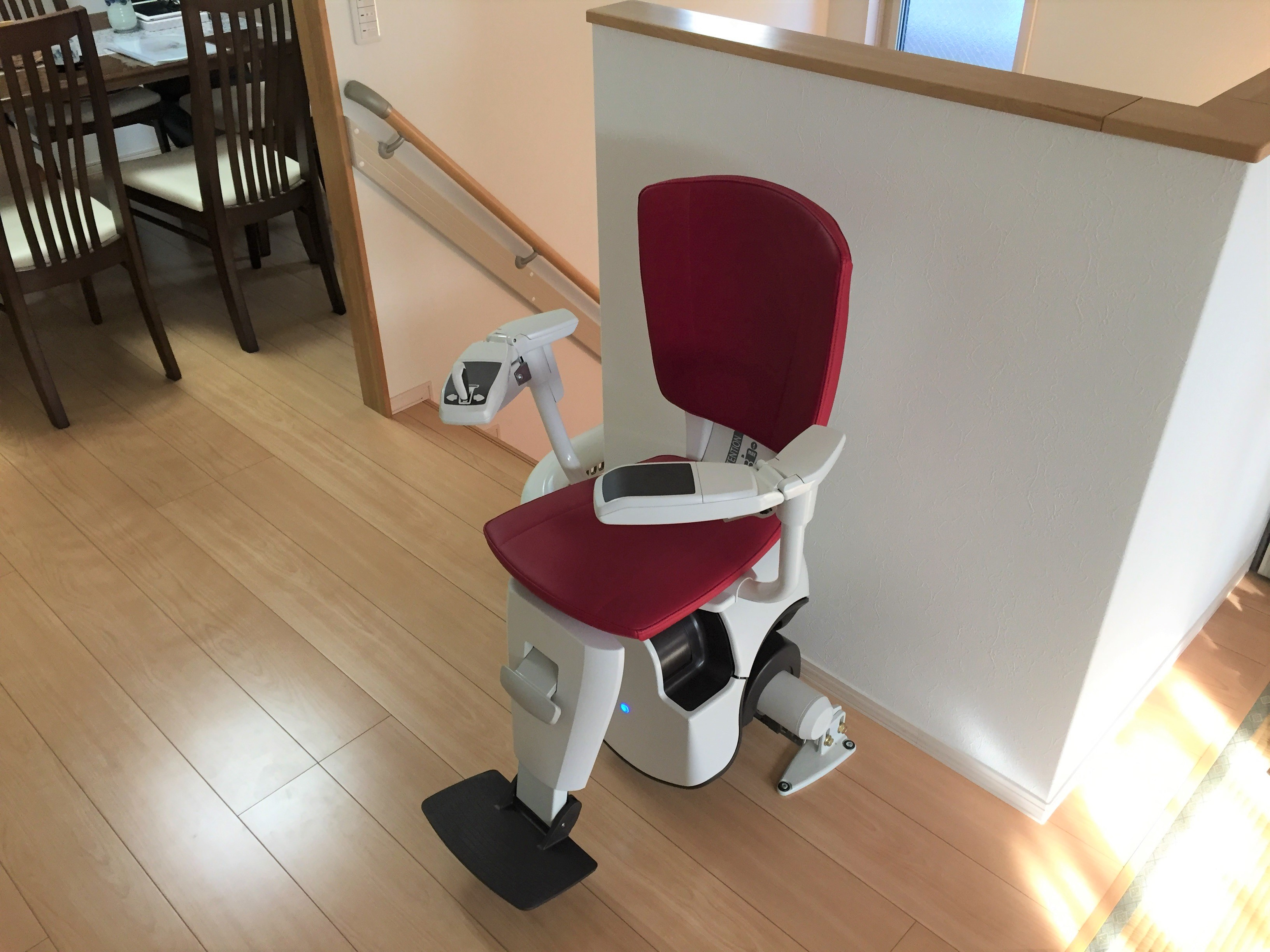
階段昇降機

階段昇降機（かいだんしょうこうき）とは、主に足が不自由で階段の昇り降りが困難な人や、階段の昇り降りで心臓に負担が掛かる人などが、安全に昇り降りするための機械である。段差解消機あるいは斜行機とも言う。レールは1本レールの物と2本レールの物がある。

## 種類
おもに2種類のものがあり、ひとつは階段に昇降機が走行するためのガイドレールを設置し、そのガイドレールに沿って駆動する椅子（いす式階段昇降機）もしくは車椅子や人を乗せるトレイやテーブルと呼ばれる台（車椅子用階段昇降機）が設置されたもの。近年では、階段からの転倒で骨折し、入院～寝たきり、となることを考え（危機管理意識の向上）、事前に設置を検討する者も増えつつある。いす式斜行型段差解消機（いすしきしゃこうがただんさしょうこうき）と言う。使用していないときには椅子部分が折りたたまれる方式のものも多い。
もうひとつは、手押し台車のようなフレームの下部にキャタピラ（クローラ）などの走行装置をつけた可搬式のもので、後方からオペレーターが操作しながら階段を昇降するものである（可搬式階段昇降機）。介助型階段昇降機とも言う。おもにエレベーターの設置されていない駅など施設で使用されている。さらに小型の「リフトアップ式」と呼ばれるタイプもあり、背負子のような形のフレームに車椅子を設置し、フレーム下部から突出するタイヤやバーにより竹馬のごとく昇り降りをする。上記レールタイプより費用が安価であるが、操作が難しく、転落や横転事故も発生し報道もされた。
旅客輸送における旅客列車・旅客機や客船などの施設に階段がある場合、バリアフリー化あるいはバリアフリー率の向上のために既設の階段の壁や手摺に増設される場合もある。

## 各国での普及

### 日本

#### 階段昇降機の法規制
ガイドレールによる階段昇降機は建築基準法により規制されており、エレベーターの一部に位置づけられている。よって安全基準はエレベーターと同様で、型式適合認定又は構造認定（国土交通大臣認定）を取得している機種に限って設置が認められている。設置する場合、昇降機の確認申請が必要となり、設置完了後は昇降機等検査員（国土交通大臣認定）による完了検査を行わなければならない。また、年一度の定期検査も義務づけられている。
※ 建築基準法で「第四号建築物」に相当する、既存の小規模住宅（木造二階建て）の場合は確認申請は不要で、定期検査も義務づけられない。

#### 可搬式階段昇降機の法規制
平成21年度より介護保険制度対象の福祉用具貸与品目に追加された（介護保険制度の品目は「移動用リフト」もしくは「車いす付属品」）。上記の通り可搬式は操作が難しい部分があるため、オペレーターを指導する技術指導員の認定制度（可搬型階段昇降機安全指導員）が設けられ、昇降機を提供する福祉用具貸与事業者に指導員制度の受講が義務付けられた。一方、オペレーターは指導を受け、適切に操作が可能か「確認」を受けるという形である。

#### いす式階段昇降機の種類
- 直線階段用（一直線上の真直ぐな階段）
  1. 屋内仕様
  2. 屋外仕様
- 曲がり階段用（直線階段でも中間に踊場があるものや、途中で90度や180度に曲がっている階段）
  1. 屋内仕様
  2. 屋外仕様

※会社によってレンタル可能

### 韓国
韓国ではソウル地下鉄の96％の駅にエレベーターは設置されているが、構造的にエレベーターの設置が困難な駅には階段に車いすリフトを設置している。

### 香港
香港では2002年から無障害運輸（Transport for All）と呼ばれるバリアフリー政策を実施している。この政策には1.より良い公共交通サービスのアクセシブル化の実現、2.より良い公共交通インフラ及び施設の整備、3.より良い街・歩行空間の整備、4.より良い基本計画、ガイドライン、導入手順の策定、5.より良い実行と成果のためのパートナーシップの構築の5つの戦略目標が立てられており、エレベーターや階段昇降機の設置は鉄道駅におけるより良い公共交通インフラ及び施設の整備の取り組みとして実施されている。
2011年12月現在、エレベーターのない駅は84駅中14 駅でそのうち2駅は構造上エレベーターの設置が困難であり、車いす用リフト（階段昇降機）により駅職員が対応している。

## いす式階段昇降機の主な製造元（国内）
- 愛知小型エレベーター製造株式会社
- クマリフト株式会社（販売中止）
- シンテックス株式会社
- 株式会社スギヤス
- 大同工業株式会社
- ダイコー株式会社【レンタル可能】

## いす式階段昇降機の主な販売元（海外メーカーの日本法人・代理店も含む）
- 株式会社リフテック【直線のみレンタル可能】
- 株式会社トライアングル
- 有限会社スマイルケア
- ダイコー株式会社【直線のみレンタル可能】
- 株式会社ジェムインダストリーズ
- ティケージェイ
- シティーリフトかわさき株式会社
- 中央エレベーター工業株式会社
- 株式会社マイクロエレベーター
- ティーケー・ホームソリューションズ・ジャパン株式会社（日本支社）  本社：ティーケーエレベーター
- 株式会社福祉スタジオ
- 新光産業株式会社
- 株式会社ＶＡＮリフト
- 株式会社イーエムテクノ
- 株式会社エムケイクラフト
- ホームエスカレーター&センシング株式会社

## 可搬型階段昇降機の主な製造元（国内）
- 株式会社サンワ

## ギャラリー
- 株式会社リフテック
- 株式会社リフテック
- シンテックス製